# بضاعة غير معبأة

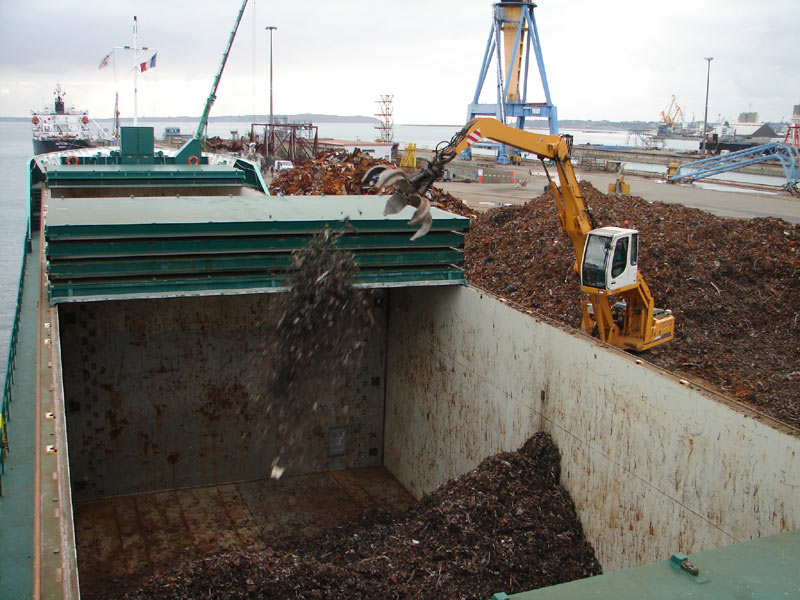
ناقلة تحمّل بضائع سائبة في ميناء برست في فرنسا

البضاعة غير المعبأة (أو البضاعة السائبة) هي بضاعة من السلع الأساسية التي تشحن بكميات كبيرة من غير تغليف في عبوات.